# Силуванги, Мохамед
Мохамед Джо Силуванги (англ. Mohamed Joe Siluvangi; род. 2 марта 1967, Киншаса) — боксёр из ДР Конго. Участник летних Олимпийских игр 1992 года.

## Биография
Мохамед Силуванги родился 2 марта 1967 года в городе Киншаса в Республике Конго (Леопольдвиль) (сейчас ДР Конго).
В 1992 году вошёл в состав сборной Заира на летних Олимпийских играх в Барселоне. В весовой категории до 75 кг в 1/8 финала проиграл Крису Джонсону из Канады: на 3-й минуте третьего раунда судья остановил поединок, после того как Силуванги получил сильный удар в голову.
В 1993 году перешёл в профессионалы. Первый поединок провёл 12 февраля 1993 года в Седане, выиграв техническим нокаутом у Франка Вейстенбергса из Бельгии. Первое поражение потерпел только в 23-м поединке, имея к тому моменту 21 победу и одну ничью. Выступал до 2003 года, провёл 40 боёв, одержал 25 побед (девять нокаутом), потерпел 14 поражений (три нокаутом) и завершил один поединок вничью.